# راس باتلر
راس باتلر (انگلیسی: Ross Butler؛ زادهٔ ۱۷ مهٔ ۱۹۹۰) یک هنرپیشه اهل ایالات متحده آمریکا است. وی از سال ۲۰۱۲ میلادی تاکنون مشغول فعالیت بوده‌است.
از فیلم‌ها یا برنامه‌های تلویزیونی که وی در آن نقش داشته‌است می‌توان به تقدیم به همه پسران ۲، تقدیم به همه پسران ۳، ۱۳ دلیل برای اینکه، ساحل جوان ۲ و ریوردیل اشاره کرد.